# Eumasia parietariella
Eumasia parietariella är en fjärilsart som beskrevs av Herrich-Schäffer 1854. Eumasia parietariella ingår i släktet Eumasia och familjen säckspinnare. Inga underarter finns listade i Catalogue of Life.